# Google Code Search
Google Code Search è stato un motore di ricerca per codice sorgente di Google. È comparso su Google Labs il 5 ottobre 2006, ed è stato chiuso ufficialmente il 15 gennaio 2012.
Permetteva di filtrare la ricerca per licenza, linguaggio, file, pacchetto, classe o funzione.

## Linguaggi supportati
- ActionScript
- Ada
- AppleScript
- ASP
- Assembly
- Autoconf
- Automake
- Awk
- BASIC/Visual Basic
- C
- C++
- C#
- Caja
- COBOL
- ColdFusion
- Configure script
- CSS
- D
- Eiffel
- Erlang
- File batch
- Fortran
- Haskell
- Inform
- Java
- JavaScript
- JSP
- Lex
- Limbo
- Lisp
- Lua
- m4
- Makefile
- Maple
- Mathematica
- MATLAB
- Message catalog
- Modula-2
- Modula-3
- Objective-C
- OCaml
- Pascal/Delphi
- Perl
- PHP
- Plain Old Documentation
- Prolog
- Python
- R
- REBOL
- Ruby
- SAS script
- Scheme
- Scilab
- Shell script
- SGML
- Smalltalk
- SQL
- Standard ML
- SVG
- Tcl
- TeX/LaTeX
- Texinfo
- Troff
- Verilog
- VHDL
- Vim script
- XSLT
- XUL
- Yacc